# Congrogadus spinifer
Congrogadus spinifer är en fiskart som först beskrevs av Borodin, 1933.  Congrogadus spinifer ingår i släktet Congrogadus och familjen Pseudochromidae. Inga underarter finns listade i Catalogue of Life.